# Evangelische Kirche Techendorf

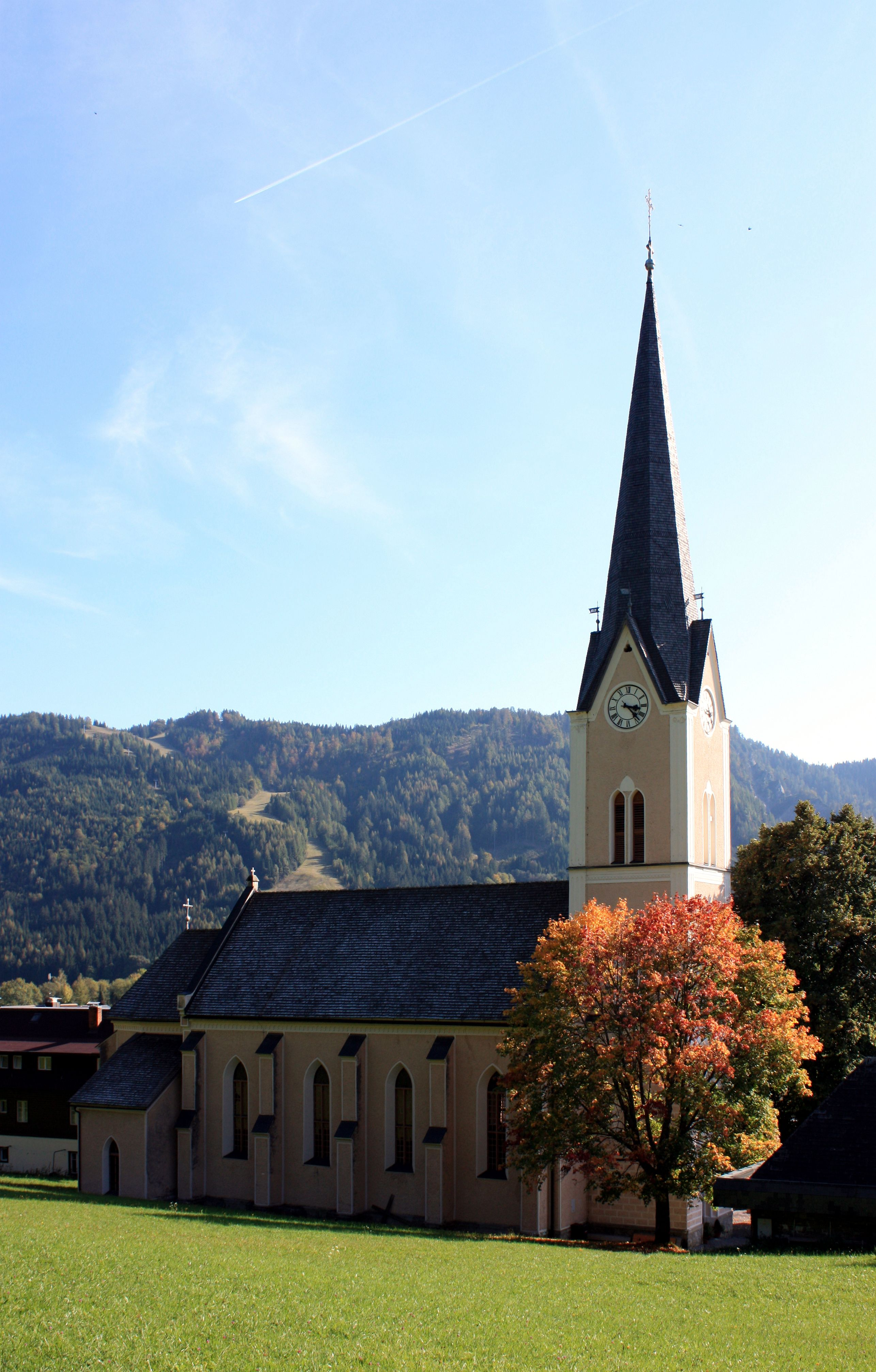
Evangelische Kirche Techendorf

Die evangelische Kirche Techendorf in der Kärntner Gemeinde Weißensee ist eine Filialkirche von Weißbriach.

## Geschichte
Nach dem Erlass des Toleranzpatentes 1781 meldeten sich sämtliche Bewohner von Techendorf als evangelisch. Am 6. Oktober 1782 hielt der Johann Gottfried Gotthard, der Pastor von Weißbriach, im neu erbauten Bethaus den ersten Gottesdienst ab.

## Beschreibung
Die Kirche ist ein neugotischer Bau, den Giovanni Colombo 1900/03 nach dem Vorbild der Kirche in Weißbriach erbaute. Das Gotteshaus besteht aus einem vierjochigen Langhaus, einem einjochigen Chor mit Dreiachtelschluss und einem vorgestellten westlichen Eingangsturm. Über dem Langhaus erhebt sich ein Sternrippengewölbe. Die Fenster im Altarraum mit Szenen aus dem Leben Jesu Christi gestaltete 1991 Erika Wolf-Rubenser.
Den Altar und die Kanzel schuf vermutlich 1904 Carl Zundler. Der aufwendig geschnitzte Altar mit Fialen über den Seitenteilen zeigt am Altarblatt den auferstandenen Christus.

## Orgel
Die Orgel wurde 1903 von der Firma Rieger in Jägerndorf (heute: Krnov) gebaut. Sie besitzt eine pneumatische Traktur und ein Manual.

## Glocken
Wahrscheinlich gab es bereits vor dem Ersten Weltkrieg ein Geläut, das zur Gänze für Kriegszwecke abgeliefert werden musste. 1929 wurde die Kirche mit neuen Glocken ausgestattet, die Anfang der 1940er Jahre für Kriegszwecke wieder abgenommen werden mussten. Einzig die kleine Glocke (Nr. 3) ist erhalten geblieben. 1950 wurde das Geläut um zwei neue Glocken ergänzt.
| Nr. | Bezeichnung     | Durchmesser | Gewicht     | Ton  | Gussjahr | Gießerei  |
| --- | --------------- | ----------- | ----------- | ---- | -------- | --------- |
| 1   | Große Glocke    | ca. 145 cm  | ca. 1800 kg | cis' | 1950     | Grassmayr |
| 2   | Mittlere Glocke | ca. 115 cm  | ca. 950 kg  | f'   | 1950     | Grassmayr |
| 3   | Kleine Glocke   | ca. 95 cm   | ca. 500 kg  | gis' | 1929     | Pfundner  |

| | Karfreitag, Ostersonntag, Pfingsten, Weihnachten  | Epiphanias, Konfirmation, Himmelfahrt, Trinitatis, Erntedank, Reformation | 0Sonntage0                                        | Sonntage des Advents und der Passionszeit         | Wochentage                    |
| --- | ------------------------------------------------- | ------------------------------------------------------------------------- | ------------------------------------------------- | ------------------------------------------------- | ----------------------------- |
| Einläuten ("Feierabendläuten") am Vortag um 16:00                                                                                                   | 3-1 (10 min.)                                     | 3-1 (7 min.)                                                              | 3-1 (3 min.)                                      | 2-1 (3 min.)                                      | –                             |
| Gottesdienst: Erstes Vorläuten (60 Minuten vor Beginn) Zweites Vorläuten (30 Minuten vor Beg.) Zusammenläuten (kurz vor Beginn) Vater unser* Auszug | 1 (3 min.) 1 (3 min.) 3-1 (5 min.) 2 3-1 (3 min.) | 1 (3 min.) 1 (3 min.) 3-1 (5 min.) 2 3-1 (3 min.)                         | 2 (2 min.) 2 (2 min.) 3-1 (3 min.) 2 3-1 (3 min.) | 2 (2 min.) 2 (2 min.) 2-1 (3 min.) 2 2-1 (3 min.) | – 3-2 (3 min.) – 3-2 (3 min.) |
| Betläuten: 12:00 19:00 (Apr–Okt) / 18:00 (Nov–Mär)                                                                                                  | 1 (3 min.) 1 (3 min.)                             | 1 (3 min.) 1 (3 min.)                                                     | 2 (3 min.) 2 (3 min.)                             | 2 (3 min.) 2 (3 min.)                             | 2 (2 min.) 2 (2 min.)         |

*Wird ein Abendmahlsgottesdienst gefeiert, wird zum Vater unser stets mit Glocke 1 geläutet.
Am Vortag eines Festtages um 19:00 (Apr–Okt) bzw. 18:00 (Nov–Mär) findet das Betläuten in gleicher Weise statt wie am Festtag selbst (Glocke 1 (3 min.)); das Gleiche gilt für Sonntage (Glocke 2 (3 min.)). Jeden Freitag um 09:00 läutet Glocke 1 zum Gedenken des Todes Jesu Christi am Kreuz. Bei einer Taufe, die außerhalb des Sonntagsgottesdienstes gefeiert wird, läuten Glocken 3 und 2 am Beginn und am Ende. Eine Hochzeit wird am Tag selbst um 11:00 "angekündigt"; hier läutet Glocke 2. Beim Traugottesdienst selbst läuten die Glocken 3,2,1 am Beginn und am Ende. Bei einem Todesfall findet am Vortag des Begräbnisses um 10:00 das sogenannte „Ausläuten“ statt. Hier läuten die Glocken 3,2,1 in drei Sätzen jeweils um 10:00, 10:15 und 10:30. Beim Begräbnis selbst läuten die Glocken 3,2,1 am Beginn, beim Einzug in die Kirche und am Weg zum Grabe.